# Honda CRF 1000L

Honda CRF 1000L

Na een jaar van reclame plagen en het tonen van het Honda Ultimate Adventure concept werd in 2015 de CRF1000L gepresenteerd als opvolger XRV750 Africa Twin welke meer dan een decennium geleden uit productie ging.
Dit model is uitgerust met een nieuw ontworpen motor van 1000 cc Viertaktmotor waarbij opgemerkt moet worden dat het, in tegenstelling tot de oer Africa Twin gaat om een parallelle tweecilinder configuratie en niet de klassieke V-twin. De motor is beschikbaar in een uitvoering met de innovatieve volautomatische versnellingsbak met dubbele koppeling (DCT), voorzien van een specifiek programma voor off-road.
De gepresenteerde versies zijn:
- Basismodel (alleen 2016)
- Model ABS, uitgerust met ABS, Traction Control

- Model DCT, uitgerust met ABS, traction control en volautomatische versnellingsbak

Vanaf modeljaar 2017 voldoet de motor aan de Euro 4-norm.
De motor is in 2017 beschikbaar in de volgende kleurstellingen:
- Victory Red (CRF Rally)
- Pearl Glare White (Tricolor)
- Digital Silver Metallic
- Mat Ballistic Black Metallic

De CRF 1000L Africa Twin wordt op dit moment alleen geproduceerd in Japan; Echter, Honda Brasil 9 presenteerde de motorfiets in preview in november 2016 voor de Braziliaanse markt op de Autosalon in Sao Paulo, waarbij men aangaf dat het zal gaan om een binnenlands product; Brazilië wordt het enige land waar de nieuwe Africa Twin buiten Japan zal worden geproduceerd. Gepresenteerd werden qua kleur alleen de CRF Rally (rood) en Tricolor (wit), en alleen beschikbaar in de ABS-model.
Dit nieuwe model is met groot commercieel succes in Nederland ontvangen en kwam ook hoog in de lijst van best verkochte motorfietsen terecht.

## Specificaties (2017)
| Motor                        | Motor |
| ---------------------------- | --- |
| Boring × slag (mm)           | 92,0 × 75,1 |
| Cilinderinhoud (cm³)         | 998 |
| Motortype                    | Watergekoelde Parallel Twin viertaktmotor met acht kleppen, 270°-krukas en Unicam                                                                           |
| Max. vermogen                | 70 kW (95 pk) / 7.500 tpm (95/1/EC) |
| Max. koppel                  | 98 Nm / 6.000 tpm (95/1/EC) |
| Wielen                       | |
| Remmen voor                  | Dubbele zwevende hydraulische wave-schijven van 310 mm met aluminium naaf en radiaal gemonteerde zadels met vier zuigers en remblokken uit gesinterd metaal |
| Remmen achter                | Hydraulische wave-schijf van 256 mm, zadels met twee zuigers en remblokken uit gesinterd metaal.                                                            |
| Banden voor                  | 90/90-R21 |
| Velg voor                    | Spaakwiel met aluminium velg 21M/C × MT2,15 |
| Banden achter                | 150/70-R18 |
| Velg achter                  | Spaakwiel met aluminium velg 18M/C × MT4,00 |
| Afmetingen en gewicht        | |
| Afmetingen (L×W×H) (mm)      | 2.335 × 875 × 1.475 |
| Frame type                   | Semi-dubbel wiegframe in staal, subframe achteraan in staal met hoge spankracht                                                                             |
| Tankinhoud (liter)           | 18,8 |
| Grondspeling (mm)            | 250 |
| Rijklaargewicht (kg)         | 228 |
| Zithoogte (mm)               | 870/850 (standaardpositie/ hoge positie) |
| Wielbasis (mm)               | 1.575 |
| Transmissie                  | |
| Koppeling                    | Natte meerschijvenkoppeling met spiraalveren, Aluminium Cam Assist en slipkoppeling                                                                         |
| Eindoverbrenging             | O-ring afgedichte ketting |
| Aantal versnellingen Manueel | constant mesh-bak met 6 verhoudingen |
| Aantal versnellingen DCT     | 6 verhoudingen en rijmodi voor on- en offroadgebruik |